# Vista Hermosa de Juárez
Vista Hermosa de Juárez är en ort i Mexiko.   Den ligger i kommunen Papantla och delstaten Veracruz, i den sydöstra delen av landet, 210 km öster om huvudstaden Mexico City. Vista Hermosa de Juárez ligger 110 meter över havet och antalet invånare är 305.
Terrängen runt Vista Hermosa de Juárez är varierad. Runt Vista Hermosa de Juárez är det ganska tätbefolkat, med 104 invånare per kvadratkilometer. Närmaste större samhälle är San José Acateno, 12,2 km sydost om Vista Hermosa de Juárez. Omgivningarna runt Vista Hermosa de Juárez är en mosaik av jordbruksmark och naturlig växtlighet.